# Oscar Onley
Oscar Onley (Kelso, 13 ottobre 2002) è un ciclista su strada britannico che corre per il Team Picnic PostNL. È professionista dal 2023.

## Carriera
Nel corso del 2022, da stagista, si è classificato terzo in classifica generale alla CRO Race, piazzandosi dietro a Matej Mohorič e al vincitore del Tour de France Jonas Vingegaard; nello stesso anno ha vinto anche una tappa al Giro della Valle D’Aosta, mentre nel 2024 ha conquistato la quinta tappa del Tour Down Under.

## Palmarès
- 2022 (Development Team DSM, una vittoria)

5ª tappa Giro della Valle d'Aosta (Valtournenche > Cervinia)
- 2024 (Team DSM-Firmenich PostNL, una vittoria)

5ª tappa Tour Down Under (Christies Beach > Willunga Hill)
- 2025 (Team Picnic PostNL, una vittoria)

5ª tappa Giro di Svizzera (La Punt > Santa Maria)

### Altri successi
- 2019 (Juniores)

2ª tappa, 1ª semitappa Aubel-Thimister-Stavelot (Thimister > Thimister, cronosquadre)
- 2022 (Development Team DSM)

Classifica a punti Giro della Valle d'Aosta
Classifica giovani CRO Race
- 2023 (Team DSM)

Classifica giovani Volta ao Algarve
1ª tappa Vuelta a España (Barcellona > Barcellona, cronosquadre)
- 2024 (Team DSM-Firmenich PostNL)

Classifica giovani Tour of Britain

## Piazzamenti

### Grandi Giri
- Tour de France

2024: 39°
2025: 4º
- Vuelta a España

2023: ritirato (2ª tappa)

### Classiche monumento
- Liegi-Bastogne-Liegi

2025: 12º
- Giro di Lombardia

2023: 77°

### Competizioni mondiali
- Campionati del mondo

Zurigo 2024 - In linea Elite: 16°